# Axis calamianensis
Espèce
Statut de conservation UICN

 EN B1ab(iii,v) : En danger
Statut CITES
Le Cerf Calamian (Axis calamianensis) ou Cerf-cochon calamien est un cervidé endémique des forêts pluviales de Palawan aux Philippines classée comme espèce en danger par l'IUCN depuis 2008.

## Caractéristiques
La hauteur au garrot varie chez les mâles de 60 à 70 cm selon les individus. Les pattes sont de petite taille et de couleur sombre à l'inverse du reste de leur corps.
Les bois sont uniquement portés par les mâles et ont trois andouillers.
Les faons ne présentent pas de taches à la naissance à la différence de l'espèce voisine Axis porcinus.

## Répartition géographique
L'espèce est cantonnée à une aire géographie inférieure à 5 000 km2 dans les îles Calamian (excepté Coron) et à Palawan, soumise à une fragmentation marquée de son habitat.

## Population
Dans les années 1940, l'espèce est encore assez répandue dans les îles Busuanga et Culion, mais une diminution notable du nombre d'individus a été observé à partir des années 1970, ce qui a motivé les diverses mesures de repeuplement et de préservation des habitats naturels à Calauit en 1976. Au début des années 1990, la recolonisation par des anciens résidents de l'île a entraîné une forte augmentation de la pression de chasse sur cette espèce couplée à une dégradation de l'habitat naturel due à l'exploitation agricole. En 1996, la population de l'espèce est estimée à environ 550 unités contre plus de 1 000 deux ans plus tôt.